# Calvelo (Maceda)
Calvelo es un lugar español situado en la parroquia de Zorelle, del municipio de Maceda, en la provincia de Orense, Galicia.

## Demografía
| Gráfica de evolución demográfica de Calvelo entre 2000 y 2022 |
|                                                               |
| Datos según el nomenclátor publicado por el INE.              |